# آرامگاه داود رشید
مقبره داود رشید (داوی رش) مربوط به دوران‌های تاریخی پس از اسلام است و در ۱۰ کیلومتری شمال غربی کوهدشت واقع شده و این اثر در تاریخ ۱۰ مهر ۱۳۸۰ با شمارهٔ ثبت ۴۰۸۵ به‌عنوان یکی از آثار ملی ایران به ثبت رسیده است.